# عائلة كارداشيان
عائلة كارداشيان، تسمى أيضًا عائلة كارداشيان جينر ،  هي عائلة أمريكية بارزة في مجالات الترفيه وتلفزيون الواقع وتصميم الأزياء والأعمال. أسسها روبرت كارداشيان وكريس جينر، وتتكون من أطفالهم كورتني، كيم، كلوي، وروب كارداشيان، بالإضافة إلى أحفادهم. بعد طلاق روبرت وكريس في عام 1991، تزوجت كريس من كاتلين جينر (بروس سابقًا)، وأنجبت منه ابنتان: كيندال وكايلي جينر. يشمل الأقارب الممتدون البارزون نصف اشقاء كيندال وكايلي (من خلال كايتلين وزواجها من الممثلة ليندا طومسون) وبراندون وبرودي جينر. 
سبق لكورتني مواعدة رجل الأعمال الأمريكي سكوت ديسك. حضيت بثلاث أطفال منه. في عام 2021، أصبحت مخطوبة لترافيس باركر. كيم كانت متزوجة من مغني الراب الأمريكي ومنتج التسجيلات كانييه ويست، ويحضون يأربعة أطفال. واعدت كلوي سابقًا لاعب كرة السلة الكندي تريستان طومسون؛ وانجبت منه طفل واحد. روب واعد سابقًا مغنية الراب الأمريكي وعارضة الأزياء بلاك تشاينا؛ وانجبوا طفل واحد. كايلي في علاقة طويلة الأمد مع مغني الراب الأمريكي ترافيس سكوت. لديهم طفلين.
روبرت كارداشيان جذب الانتباه في البداية لأنه كان من أحد محامي OJ سيمبسون خلال قضية قتل آو جيه سيمبسون، لكن العائلة استغلت الشريط الجنسي لـ Kim لعام 2002 مع المغني Ray J ، Kim Kardashian ، Superstar ، في تلفزيون الواقع وبناء إمبراطورية الأعمال. اشير إليهم منذ ذلك الحين على أنهم «العائلة الأكثر شهرة في أمريكا» من قبل غلامور ،  «واحدة من أكثر العائلات نفوذًا في العالم» بواسطة انسايدر ،  وأكبر المؤثرين في العقد الأول من القرن الحادي والعشرين من قبل ڤوغ. كانت العائلة محور كتاب سلالة كارداشيان: الصعود المثير للجدل للسلالة الحاكمة في أمريكا من تأليف يان هالبرين.
اشتهرت العائلة بمشاركتها في برنامج التلفزيون الواقعي، وكان أطول برنامج تم عرضه للعائلة هو مواكبة عائلة كارداشيان (2007-2021). ومن بين الشراكات: كورتني وكيم تيك ميامي (2009-2013)؛ كورتني وكلوي تيك ميامي (2009-2013)؛ كورتني وكيم تيك نيويورك (2011-2012)؛ كلوي ولامار (2013)؛ كورتني وكيم تيك ميامي (2014-2015)؛ كورتني وكلوي تيك ذا هامبتونز (2014-2015)؛ Dash Dolls (2015) و Life of Kylie (2017).

## الخلفية العائلية
الأب روبرت كارداشيان هو ابن هيلين وآرثر كارداشيان. أجداده الأربعة ذو أصول أرمينية، هاجروا الاجداد من الإمبراطورية الروسية إلى أمريكا في أوائل القرن العشرين، من مدينتي كاراكالي وأرضروم في تركيا الحديثة. غادرت العائلة الإمبراطورية الروسية قبل ان تبدأ الإبادة الجماعية للأرمن في عام 1915.

## السمعة
تمتن الأسرة ووسائل الإعلام لكيم وتنسب لها الفضل في مساعدتهم على بدء حياتهم المهنية. تعرضت العائلة لانتقادات لكونها مشهورة لمجرد الشهرة.   في أواخر مايو 2020، أصدرت فوربس تحقيقًا في الشؤون المالية لكايلي، زاعمة أنها لا تمثل وضعها المليارديري. صرح الكاتبان تشيس بيترسون-ويذورن ومادلين بيرچ، «... أن الأكاذيب البيضاء والإغفالات والافتراءات الصريحة متوقعة من العائلة أتقنت مفهوم» مشهور لمجرد كونه مشهورًا ". ثم في وقت لاحق من ذلك العام في أكتوبر، ظهرت كيم وكايلي وكريس الأم في قائمة فوربس لأغنى النساء العصاميات في أمريكا، حيث ان كايلي أصغر امرأة بالقائمة بعمر 23 عامًا، بمبلغ 700 مليون دولار. في العام التالي في أبريل، أعلنت مجلة فوربس أن كيم مليارديره. في وقت لاحق من ذلك العام، ظهرت كيم وكايلي في أغنى نساء أمريكا العصاميات في مجلة فوربس السنوية، مع خروج كريس الأم من القائمة. احتلت كيم المرتبة 24، بثروة صافية قدرها 1.2 مليار دولار، بينما احتلت كايلي المرتبة 51 بقيمة 620 مليون دولار. حتى مع البرنامج الأساسي للعائلة "مواكبة عائلة كارداشيان« ، قال البعض إن العائلة» ليس لديها مواهب حقيقية وانها لا تتجاوز «كونها مشهورة لمجرد كونها مشهورة.»  ذكرت مجلة فوغ أن عائلة كارداشيان «... أثبتوا أنه على الرغم من أنهم 'مشهورين بكونهم مشهورين' في العقد الأول من القرن الحادي والعشرين، فقد أصبحوا في العقد الأول من القرن الحادي والعشرين ثقافة لا يستهان بها».  مُنِحوا مفاتيح بيفرلي هيلز في الثاني من سبتمبر 2010، تم ترتيبها عن قصد لمطابقة الرمز البريدي للمنطقة وهو 90210.